# Chorinaeus parvus
Chorinaeus parvus là một loài tò vò trong họ Ichneumonidae.